# Narguilé (plongée)
Pour l’article homonyme, voir Narguilé.

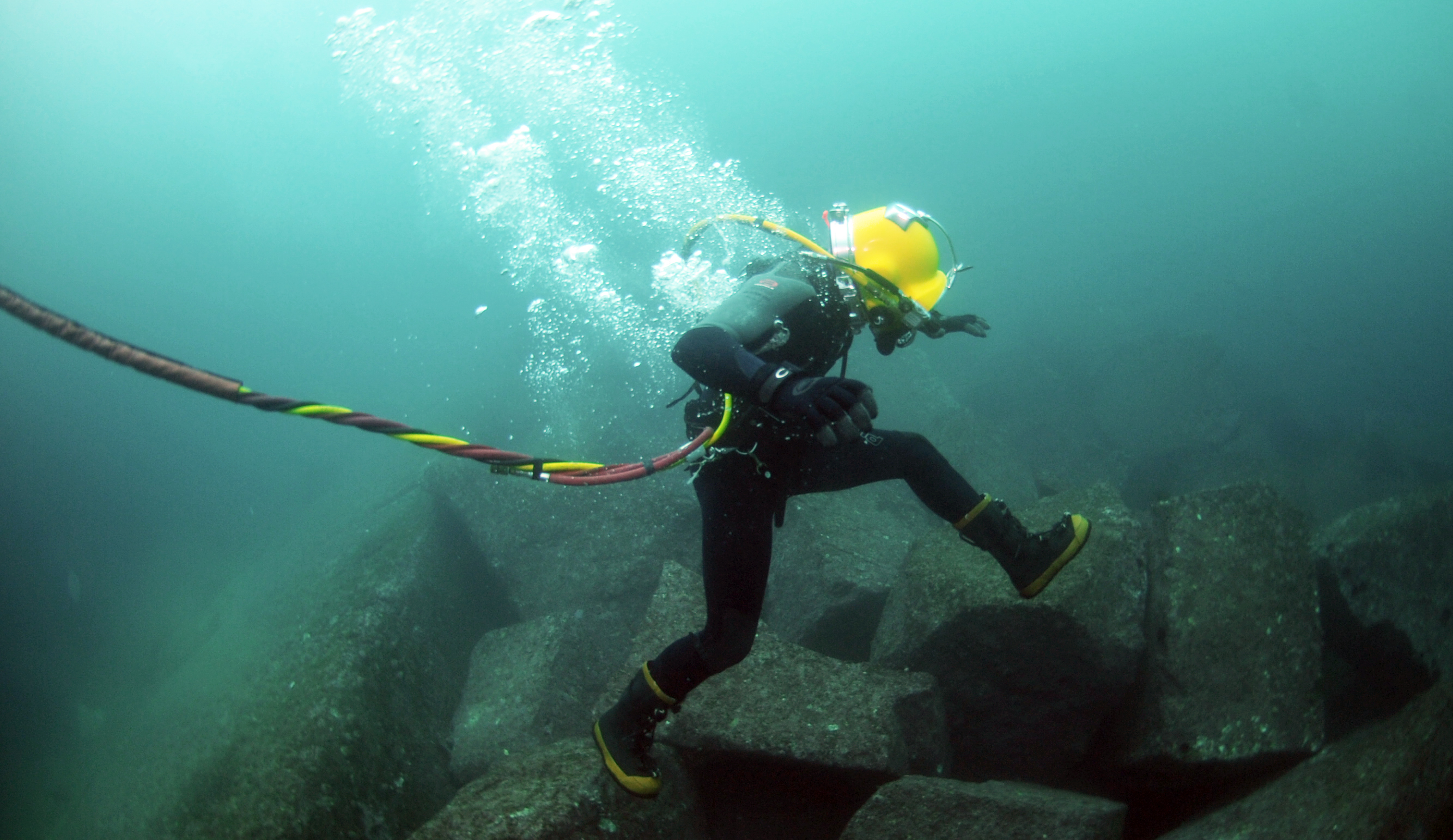
Scaphandrier de l'US Navy.

Narguilé est le nom que les scaphandriers donnent au tube qui les relie à la surface et qui leur fournit l'air dont ils ont besoin pour respirer sous l'eau. Le tube est relié au casque du scaphandrier à l'une de ses extrémités et à une pompe en surface à son autre extrémité. Activée manuellement, comme c'était encore le cas au XIXe siècle, ou bien par le biais d'un mécanisme automatique, cette pompe est le dispositif destiné à faire descendre l'air vers le plongeur. Certains modèles de détendeur ont aussi été préparés, surtout dans les années 1950 et 1960, pour s'adapter à un narguilé, en évitant ainsi au plongeur de porter les lourdes bouteilles métalliques qui normalement contiennent sa réserve d'air. Le nom de narguilé a été emprunté de celui d'une sorte de pipe orientale.